# Chelonanthus grandiflorus
Chelonanthus grandiflorus är en gentianaväxtart som först beskrevs av Jean Baptiste Christophe Fusée Aublet, och fick sitt nu gällande namn av E. Hassl.. Chelonanthus grandiflorus ingår i släktet Chelonanthus och familjen gentianaväxter. Inga underarter finns listade i Catalogue of Life.